# Dierogekko nehoueensis
Dierogekko nehoueensis — вид геконоподібних ящірок родини диплодактилідів (Diplodactylidae). Ендемік Нової Каледонії.

## Поширення і екологія
Dierogekko nehoueensis мешкають в гірському масиві Дом-де-Тьєбагіта на навколишніх рівнинах на півночі Нової Каледонії. Вони живуть в тропічних лісах і чагарникових заростях, що ростуть серед скель, а також в галерейних лісах в долині річки Неуе, на висоті до 580 м над рівнем моря. Ведуть нічний, деревний спосіб життя: вдень ховаються під камінням, а вночі залазять на рослинність.

## Збереження
МСОП класифікує цей вид як такий, що перебуває під загрозою зникнення. Dierogekko nehoueensis загрожує знищення природного середовища, хижацтво з боку інтродукованих щурів і кішок, та можлива поява на островах інвазивних мурах Wasmannia auropunctata.